# Tachir
Tachir ou Tashir (en arménien Տաշիր ; jusqu'en 1935 Vorontsovka, puis Kalinino) est une ville d'Arménie située à 90 km d'Erevan, dans le marz de Lorri. C'est une ville très ancienne qui fut résidence royale.
En 2008, elle compte 8 732 habitants.

## Personnalités liées
- Samvel Karapetyan (1965-), homme d'affaires.